# Grande section
Pour les articles homonymes, voir GS.
En France, la grande section (également abréviée GS) est la dernière classe de l'école maternelle. C'est la dernière année du cycle des apprentissages premiers.

## Programmes
Les élèves de GS bénéficient d'un enseignement multiple et complet de 24 heures hebdomadaires depuis la rentrée 2008 (26 heures auparavant). Il n'y a pas d'horaires obligatoires à l'école maternelle, mais quelques grands domaines incontournables sont définis par les programmes :
- S'approprier le langage
- Découvrir l'écrit
- Devenir élève
- Agir et s'exprimer avec son corps
- Découvrir le monde
- Percevoir, sentir, imaginer, créer